# Bay Adelaide Centre
Bay Adelaide Centre – wieżowiec w Toronto, w Kanadzie, o planowanej wysokości 218 m, posiada 51 kondygnacji, 300 tys. m² powierzchni biurowej. Budynek został oddany do użytku 16 września 2009.